# Богушевские
Богушевские (пол. Boguszewski, Bohuszewski) — дворянский род герба Юньчик.
Старинных дворянских родов этой фамилии несколько, по преимуществу польско-шляхетского происхождения, записанных по губерниям: Гродненской, Минской, Могилевской и Подольской.
Древнейший же русский дворянский род Богушевских — единственный по Смоленской губернии, ведущий начало от Матвея Богушевского, внук которого, Лаврентий Михайлович, был вёрстан поместьем в 1668 г.
В империи Габсбургов род Богушевских подтвердил своё шляхетское происхождение в королевстве Галиции и Лодомерии..

## Описание герба
В красном поле серебряный якорь с двумя лапами, на которых он и стоит, или, по объяснению других, два рыболовных крючка, обращённых в противоположные стороны и прикреплённых к шесту, который оканчивается белым крестом.
На шлеме три страусовых пера. Герб Юньчик (употребляют Богушевские, Скрутковские) внесён в Часть 3 Гербовника дворянских родов Царства Польского, стр. 15